# Ініціатива трьох морів
Ініціатива трьох морів (ІТМ), також відома як Ініціатива Балтійського, Адріатичного, Чорного морів (БАЧМ), або просто Тримор'я — міжнародна економічна та інфраструктурна ініціатива, що об'єднує 13 країн Європейського Союзу й Україну, розташованих поблизу Балтійського, Чорного й Адріатичного морів. Ініціатива спрямована на створення регіонального діалогу з різних питань, що стосуються країн-членів. Перший саміт відбувся в Дубровнику в 2016, на нього була запрошена Україна, але не відповіла на запрошення, тим самим не стала однією з країн-засновниць.
На сьомому саміті в Ризі 20 червня 2022 року Україна отримала статус партнера-учасника ІТМ.

## Передумови
В Ініціативу трьох морів входять Центральні і Східноєвропейські держави: Австрія, Болгарія, Греція, Естонія, Латвія, Литва, Польща, Румунія, Словаччина, Словенія, Угорщина, Хорватія, Чехія та Україна.

## Історія
Ініціатива трьох морів іноді асоціюється з ідеями Міжмор'я і Балто-Чорноморською віссю, проте концепція ІТМ відрізняється від двох попередніх проєктів. Економічне співробітництво та інші відносини між країнами соціалістичного блоку, сильно пов'язувалися з Радянським Союзом протягом багатьох років, і були досить слабкими. Після приєднання країн колишнього радянського блоку до Європейської Унії з'явилися можливості для розширення економічного та політичного співробітництва.
У 2015 році за ініціативи президента Польщі Анджея Дуди і президента Хорватії Колінди Ґрабар-Китарович було вирішено розширити співпрацю, створивши Тримор'я.
Перший саміт відбувся в Дубровнику 25–26 серпня 2016. Він закінчився заявою про економічне співробітництво у сфері енергетики, транспорту й електрозв'язку. Президент Польщі Анджей Дуда назвав ініціативу новою концепцією просування кохезії та єдності Європи й ідеєю кооперації країн між трьома морями: Адріатичним, Балтійським і Чорним. З гостей були: Лю Хайсін, представник МЗС КНР у справах Центральної та Східної Європи, та радник Президента США з національної безпеки Джеймс Джонс, який наголосив на ролі Тримор'я в європейському розвитку та безпеці.
Другий саміт відбувся в Варшаві 6–7 липня 2017, його відвідав президент США Дональд Трамп. Країни-учасниці одноголосно погодилися створити Бізнес-форум.
Третій саміт відбувся в Бухаресті 17–18 вересня 2018, де учасники затвердили перелік пріоритетних проєктів взаємозв'язку у трьох ключових сферах — транспортній, енергетичній і цифровій. Саміт відвідали Президент Європейської комісії Жан-Клод Юнкер, міністр закордонних справ Німеччині Гайко Маас та міністр енергетики США Рік Перрі. В цей час було організована перша зустріч Бізнес-форуму. Створена мережа торгівельних палат ІТМ і було підписано Лист про наміри створення інвестиційного фонду «Три моря».
У 2019 році Банк Господарства Крайовего і румунський Ексімбанк підписали в Люксембурзі акт про заснування Інвестиційного фонду "Три моря". Фонд повинен зосередитись на проєктах, що створюють транспортну, енергетичну й цифрову інфраструктуру в регіоні «Трьох морів». Створення фонду було ініційовано польською стороною, а його створення було оголошено у 2018 році президентом Анджеєм Дудою.
20 червня 2022 року під час сьомого саміту Україні було надано членство в ініціативі.

### Саміти
|           | Дати               | Місце               | Лідери гостингу          | Примітки |
| --------- | ------------------ | ------------------- | ------------------------ | --- |
| Перший    | 25–26 серпня 2016  | Дубровник, Хорватія | Колінда Ґрабар-Китарович | [ 15 ] [ 16 ] |
| Другий    | 6–7 липня 2017     | Варшава, Польща     | Анджей Дуда              | У присутності президента США Дональда Трампа |
| Третій    | 17–18 вересня 2018 | Бухарест, Румунія   | Клавс Йоганніс           | У присутності Президента Європейської комісії Жана-Клода Юнкера, міністра закордонних справ Німеччини Гайко Мааса й міністра енергетики США Ріка Перрі            |
| Четвертий | 5–6 червня 2019    | Любляна, Словенія   | Борут Пахор              | У присутності Президента Європейської комісії Жана-Клода Юнкера, федерального президента Німеччини Франка-Вальтер Штайнмаєра й міністра енергетики США Ріка Перрі |
| П'ятий    | 19–20 жовтня 2020  | Таллінн, Естонія    | Керсті Кальюлайд         | Віртуальний саміт |
| Шостий    | 8–9 липня 2021     | Софія, Болгарія     | Румен Радев              | На заході була присутня глава Греції |
| Сьомий    | 20–21 червня 2022  | Рига, Латвія        |                          | На заході був присутній президент України Володимир Зеленський (онлайн)                                                                                           |

## Проєкти

### Інфраструктурні ініціативи

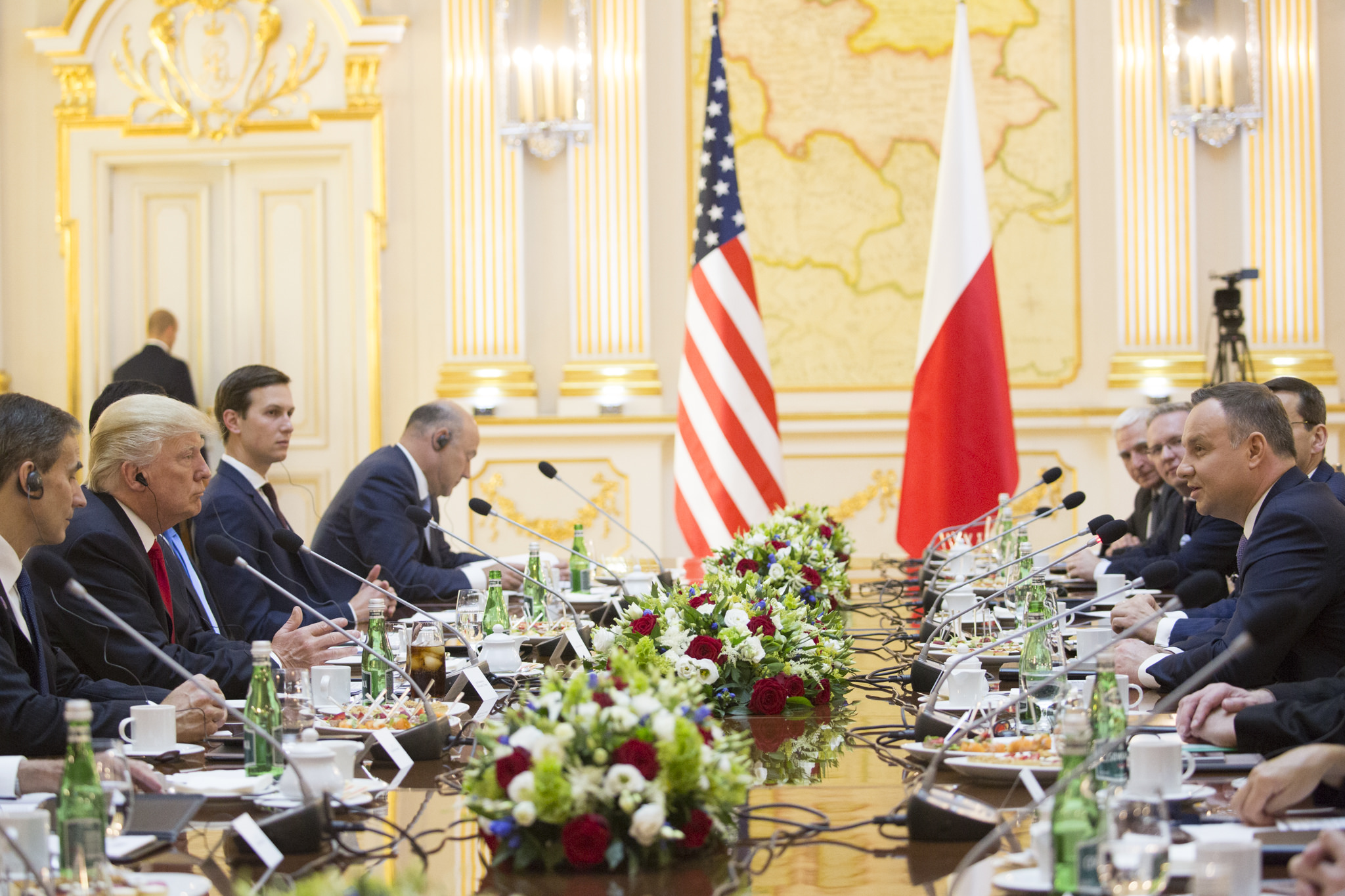
Візит Дональда Трампа до Польщі, липень 2017 року

ІТМ тісно пов'язана з двома основними інфраструктурними проєктами в регіоні:
- шосе "Via Carpathia" на північ - південь, що з'єднає Клайпеду в Литві і Солунь в Греції
- Сполучення трубопроводу для скрапленого природного газу, з морськими терміналами Польщі й Хорватії

Інші проєкти - Балтійсько-Адріатичний коридор, дорога Via Baltica, залізниця Балтика і залізничний коридор бурштину.
У лютому 2020 року, під час Мюнхенської безпекової конференції держсекретар США Майк Помпео, заявив, що США планують надати до $1 млрд доларів на інвестиції у приватний сектор, зокрема в енергетику, країн Центральної і Східної Європи в рамках Ініціативи трьох морів (Тримор’я).

### Інвестиційний фонд

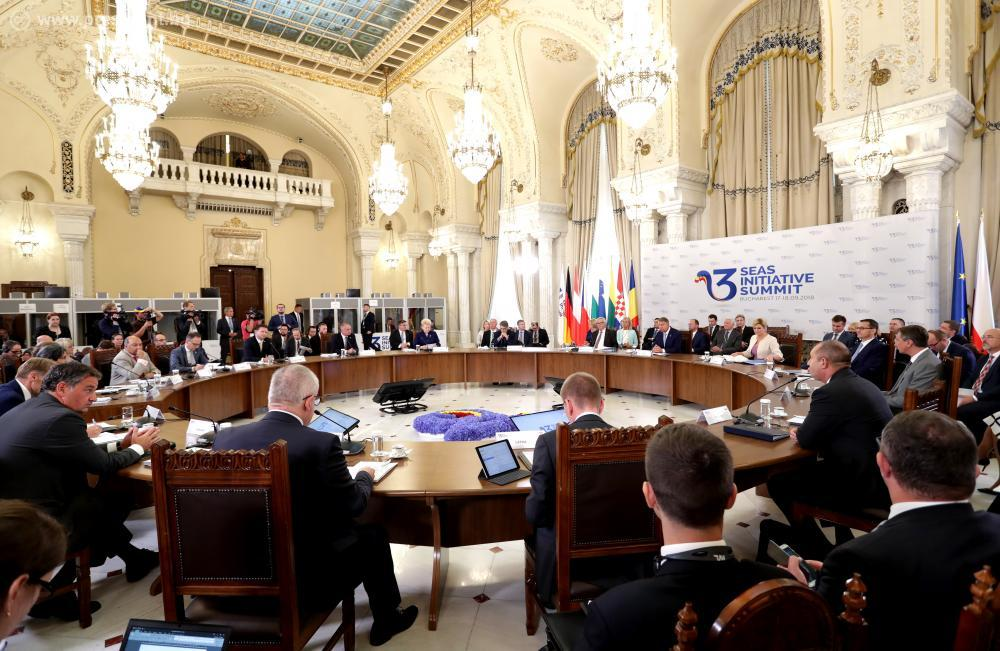
Саміт ІТМ 2018 року в Бухаресті

Початкові дві установи-засновники з Польщі та Румунії взяли на себе зобов’язання здійснити платежі на загальну суму понад 500 мільйонів євро. Фонд відкритий для інших країн Тримор'я, які можуть приєднатися до нього після отримання відповідних дозволів. До складу Наглядової ради Фонду входять представники банків розвитку з Польщі, Румунії, Латвії та Чехії.
У 2019 році банк Господарства Крайовего й Експортно-імпортний банк Румунії підписали установчий акт Інвестиційного фонду Тримор'я. Фонд повинен зосередитись на проєктах, що створюють транспортну, енергетичну та цифрову інфраструктуру в регіоні Тримор'я. Приватні інвестори з пенсійних фондів, приватних інвестиційних фондів та інших організацій також будуть запрошені до фонду. Мета - зібрати до 3-5 млрд євро.
Фонд залучатиме на комерційній основі до інфраструктурних проєктів загальною вартістю до 100 млрд євро., в той час, як потреби регіону Тримор'я оцінюються в понад 570 мільярдів євро. Фонд повинен активувати інші джерела фінансування, такі як ресурси окремих країн регіону або фонди ЄС.
До Таллінського саміту 2020 року державний секретар США Майк Помпео пообіцяв до мільярда доларів фінансування Інвестиційного фонду.

## Країни-члени
| Кількість | Країна     | Населення (2016) | Площа території в км² | Додаткова інформація                                                                        |
| --------- | ---------- | ---------------- | --------------------- | ------------------------------------------------------------------------------------------- |
| 1         | Австрія    | 8 700 741        | 83 871                |                                                                                             |
| 2         | Болгарія   | 7 153 784        | 110 993               |                                                                                             |
| 3         | Хорватія   | 4 190 669        | 56 594                | – Країна-засновник – господар саміту 2016 року – CEEplus                                    |
| 4         | Чехія      | 10 553 843       | 78 871                | - CEEplus                                                                                   |
| 5         | Естонія    | 1 315 944        | 45 228                | – господар саміту 2020 року                                                                 |
| 6         | Литва      | 2 888 558        | 65 300                |                                                                                             |
| 7         | Латвія     | 1 968 957        | 64 589                |                                                                                             |
| 8         | Польща     | 37 967 585       | 312 685               | – Країна-засновник – Держава-засновник Фонду Тримор'я – господар саміту 2017 року – CEEplus |
| 9         | Румунія    | 19 759 968       | 238 397               | – Держава-засновник Фонду Тримор'я – господар саміту 2018 року – CEEplus                    |
| 10        | Словаччина | 5 426 252        | 49 036                | - CEEplus                                                                                   |
| 11        | Словенія   | 2 064 188        | 20 273                | – господар саміту 2019 року – CEEplus                                                       |
| 12        | Угорщина   | 9 830 485        | 93 030                | - CEEplus                                                                                   |
| 13        | Україна    | 41 208 321       | 603 700               | Приєднана 21 червня 2022 року                                                               |
|           | Разом:     | 150 965 222      | 1 822 537             |                                                                                             |

| Кількість | Країни    |
| --------- | --------- |
| 1         | Німеччина |
| 2         | США       |

## Сприйняття

### Україна
У серпні 2019 року, під час візиту президента України Володимира Зеленського у Польщу він заявив, що Україна зацікавлена стати активним учасником регіональних проєктів та ініціатив Польщі, наприклад таких, як Тримор’я, що охоплює країни між Балтійським, Адріатичним та Чорним морями. Також було зазначено, що Україна уже зараз співпрацює у рамках будівництва транс’європейської магістралі Via Carpatia, і обговорює амбітний для України проєкт водного шляху Е-40.
“Вже зараз ми співпрацюємо у рамках будівництва транс’європейської магістралі Via Carpatia. Ми також обговорили амбітний для нас проєкт водного шляху Е-40”, – повідомив президент України.
У жовтні 2019 року голова польського МЗС Яцек Чапутович, заявив про те, що Україна не може зараз приєднатися до Ініціативи трьох морів, оскільки до неї належать країни Центральної та Південної Європи, які є членами Європейської Унії. Керівник польської дипломатії пояснив, що Тримор’я не варто пов’язувати з геополітикою, оскільки це лише інфраструктурний проєкт.
У листопаді 2019 року, під час візиту президента України Володимира Зеленського в Естонію, він заявив, що Україна зацікавлена у приєднанні до ІТМ і має намір предметно обговорити це питання з естонськими партнерами.
Після початку російського вторгнення під час російсько-української війни, президент Польщі Анджей Дуда у своєму звернені до Верховної Ради України 22 травня 2022 року заявив, що Україна повинна приєднатися до ініціативи Тримор’я. Пізніше 7 червня 2022 року прем'єр-міністр Польщі Матеуш Моравецький під час відкриття у Любліні дводенного конгресу місцевого самоврядування країн Тримор’я заявив, що Ініціатива Трьох морів неможлива без залучення до неї вільної та суверенної України.
На сьомому саміті в Ризі 20 червня 2022 року, виступаючи по відеозв'язку, президент України Володимир Зеленський заявив, що Україна має стати членом Ініціативи трьох морів. Зеленський запропонував посилити трактування співпраці в рамках "Тримор'я", наголосивши на важливості логістики. Говорячи про співпрацю у сфері енергетики, Зеленський нагадав, що Україна має одні з найбільших у регіоні сховища газу. На цьому саміті Україна отримала статус партнера-учасника ІТМ, де-факто ставши учасницею цієї ініціативи.
У вересні 2023 року Україна стала асоційованим партнером Ініціативи трьох морів під час саміту в Бухаресті.

### Фінляндія
Популістська Партія фінів виступила за те, щоб Фінляндія приєдналася до ініціативи.

### Хорватія
Соціал-демократичний президент Хорватії Зоран Міланович заявив, що ця ініціатива шкідлива для Хорватії.

### Чехія
Ініціатива трьох морів на початку сприймалася місцевими експертами й дипломатами в Чехії досить негативно. Це розглядалося як спроба Польщі створити свою сферу впливу (подібно до історичного сприйняття Міжмор'я). Подальші побоювання були пов'язані з можливістю поглиблення поділу Схід-Захід в ЄС та виключення Німеччини. Довгострокове заперечення Чехії полягає в тому, що в регіоні не повинно бути конкуруючого геополітичного проєкту, який послабив би ЄС. Деякі з цих заперечень останнім часом частково були розглянуті також завдяки хорошому досвіду співпраці щодо інфраструктурних проєктів у Вишеградській групі.